# Coca catalane

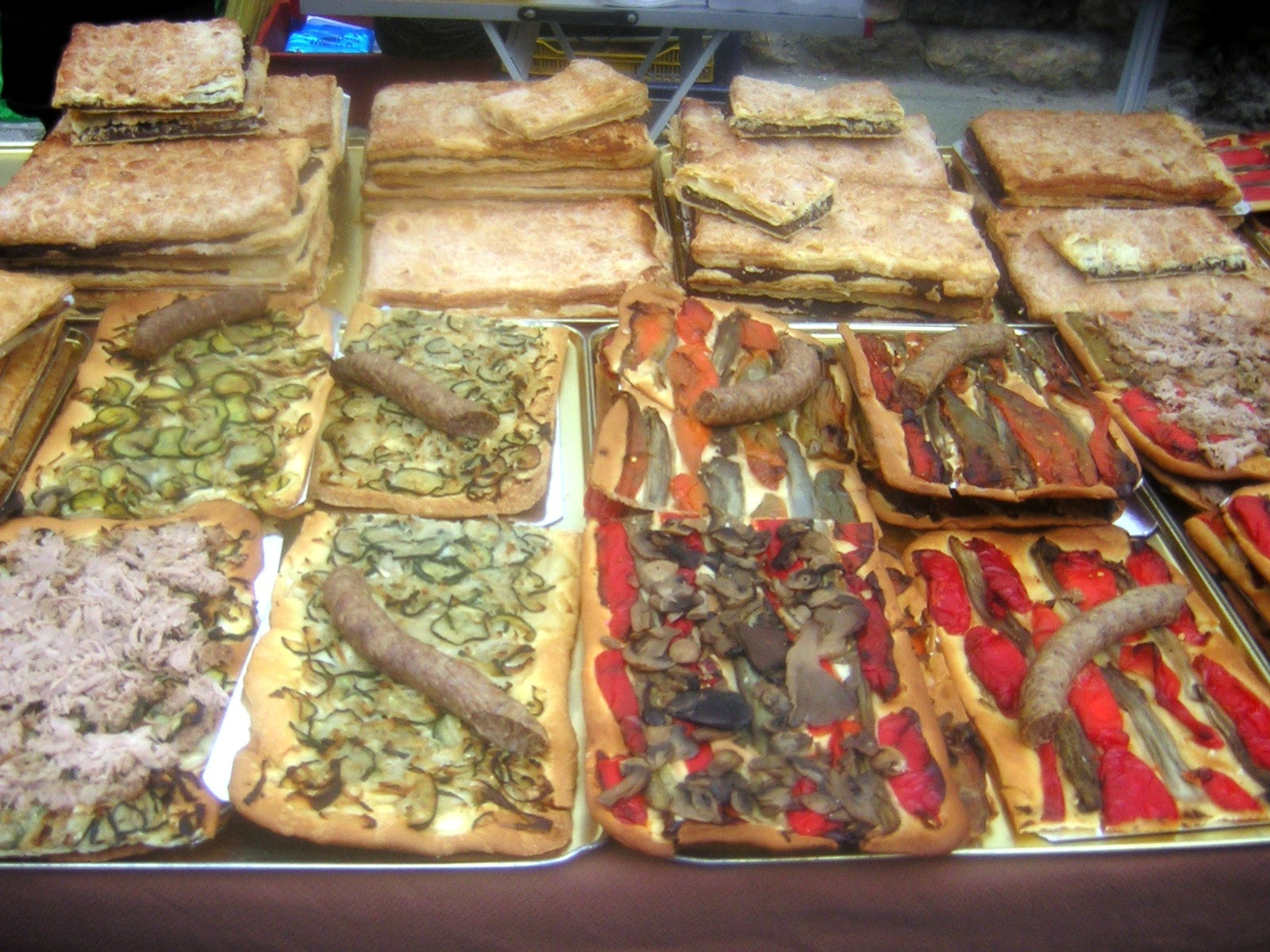
Coques salées et, au fond, des coques sucrées.

La coca (pluriel : coques) est une pâtisserie populaire en Catalogne,, Aragon,, et Valence. Elle est issue d'une façon de cuisiner commune aux pays méditerranéens, basée sur une pâte dans laquelle on trouve des ingrédients comme de la farine, du sel, de l'eau, de la levure, du sucre, de la matière grasse animale (saindoux ou beurre) ou végétale (toujours de l'huile d'olive), selon le résultat recherché, salé ou sucré, qui va constituer dans un premier temps la mise en place de la garniture avant la cuisson qui s'effectue généralement au four.

## Origine
L'origine de cette spécialité de la cuisine méditerranéenne est inconnue, mais remonte au moins à l'époque où les Grecs étaient en Valence et Mallorque. D'autres mets semblables sont le pide, le lahmacun, les pains arabes, la pissaladière provençale, etc. Le mot catalan coca a une racine germanique, comme Kuchen (allemand) et cake (anglais).
La consommation des coques, au moins à l'origine, est liée aux fêtes de famille ou populaires ; de là subsistent la coca de Saint Joan, la coca de Sant Jaume ou celle de Sant Cristòfol. Elle peut être salée (la coca de recapte, coca de verdures, coca de llonganissa i botifarró, la coca de trempó, aux épinards, aux bettes, etc.), ou sucrée-salée (à la soubressade et au sucre, à la soubressade et aux abricots, au boudin noir et aux poires, etc.) ou encore uniquement sucrée (à la crème catalane).

## Variétés

### Salée

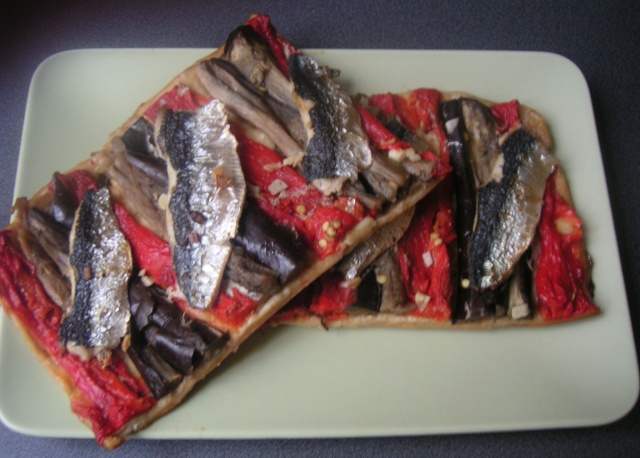
Coca de recapte.

La coca salée est préparée à base de farine, d'eau et parfois d'huile d'olive ou de saindoux et éventuellement du vin. Elle est garnie de fruits ou de légumes, assaisonnée d'huile d'olive, et peut être garnie de poissons (anchois, sardines, miettes de thon…) dans les villes du bord de mer, ou de fromage et charcuterie à l'intérieur des terres.

### Sucrée-salée
Elle est en général garnie de charcuterie (soubressade, saucisse, boudin) et de sucre ou de fruits (poires, pommes, abricots, coings, etc.).

### Sucrée
La coca sucrée peut être faite avec des œufs et du sucre mélangés à la pâte, mais elle est toujours plate, et garnie (de fruits frais ou confits, de sucre glace ou en poudre, de crème catalane, de pignons de pin…).